# Tribunal administratif (Tunisie)
Pour les autres articles nationaux ou selon les autres juridictions, voir Tribunal administratif.
Le Tribunal administratif est, avec la Cour des comptes, l'un des deux organes du Conseil d'État tunisien prévu par l'article 69 de la Constitution du 1er juin 1959. L'article 116 de la Constitution du 10 février 2014 le rend indépendant, au sein de la « justice administrative », et le rebaptise Tribunal administratif supérieur.

## Composition

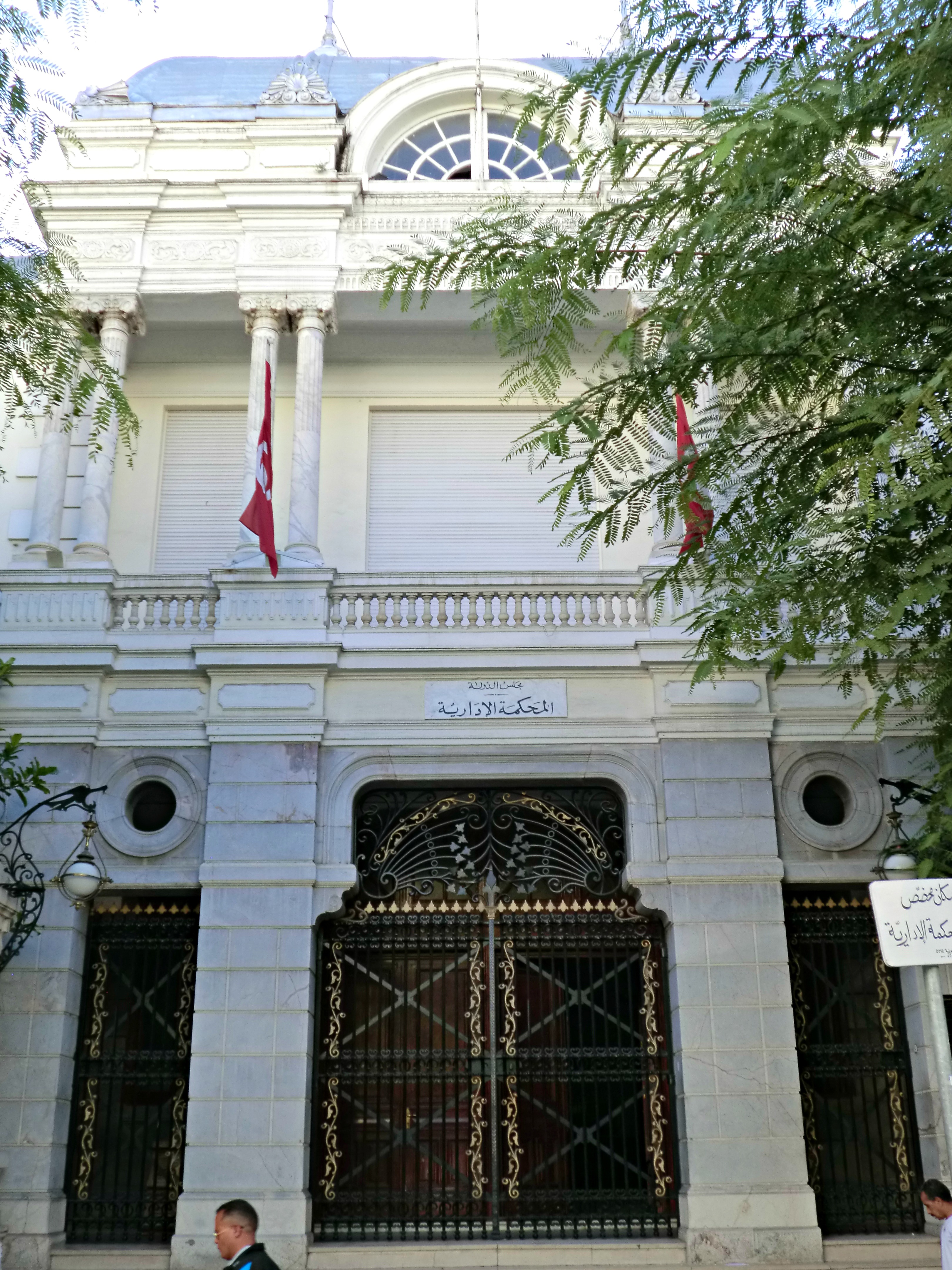
Ancien siège du Tribunal administratif à Tunis.

Juridiction administrative suprême régie par la loi organique n° 40-72 du 1er juin 1972, elle est composée de sept chambres de première instance, de cinq chambres d'appel, de trois chambres de cassation, de deux chambres consultatives ainsi que d'une assemblée plénière.
Les chambres de première instance et les chambres d'appel connaissent essentiellement des recours en annulation dirigés contre les actes pris par les autorités administratives, afin d'assurer conformément aux lois et règlements en vigueur le respect de la légalité, des recours en responsabilité administrative ainsi que des recours relatifs aux contrats administratifs. Les chambres de cassation et l'assemblée plénière statuent essentiellement sur les pourvois en cassation dirigés contre les jugements rendus en matière indemnitaire, fiscale, ordinale et électorale. Elles connaissent aussi des pourvois dirigés contre les décisions rendues par les commissions bancaires et par la commission de la concurrence.

## Prérogatives
Le Tribunal administratif joue longtemps un rôle consultatif sur les projets de décrets à caractère réglementaire, pouvant également donner son avis sur toute question qui lui est soumise par le gouvernement.
En matière de délimitation du domaine de la loi et des règlements, le Tribunal administratif émet des avis conformes.
Toutefois, à partir de la réforme constitutionnelle de 2002, il n'est plus consulté pour donner son avis conforme dans le domaine de la loi et du règlement, ce contrôle relevant désormais des prérogatives du Conseil constitutionnel.

## Composition
Le Tribunal administratif, qui compte 61 membres, est présidé par Abdessalem Mehdi Grissiaa, nommé en 2016 en remplacement de Mohamed Faouzi Ben Hamed nommé en 2014.
Raoudha Mechichi préside l'institution à partir de 2011.
Son siège est à Tunis.